# Pseudocoremia pergrata
Pseudocoremia pergrata là một loài bướm đêm trong họ Geometridae.